# STS-61-A
STS-61-A (Space Transportation System-61-A) var Challengers 9. rumfærge-flyvning, opsendt d. 30. oktober 1985, og som vendte tilbage d. 6. november 1985. Det er den eneste gang. at otte personer har fløjet med rumfærgen fra starten til landingen.
Missionen medbragte det tyske rumlaboratorium Spacelab D1 med 75 eksperimenter, og satellitten Global Low Orbiting Message Relay (GLOMR) blev sat i kredsløb.

## Besætning
- Henry Hartsfield (kaptajn)
- Steven Nagel (pilot)
- James Buchli (1. missionsspecialist)
- Guion Bluford (2. missionsspecialist)
- Bonnie Dunbar (3. missionsspecialist)
- Reinhard Furrer (1. nyttelastspecialist)
- Ernst Messerschmid (2. nyttelastspecialist)
- Wubbo Ockels (3. nyttelastspecialist) ESA

## Missionen
- Spacelab D-1.
- Rumfærgen Challenger.

Hovedartikler: